# Notre-Dame-de-Commiers
Notre-Dame-de-Commiers è un comune francese di 489 abitanti situato nel dipartimento dell'Isère della regione dell'Alvernia-Rodano-Alpi.

## Società

### Evoluzione demografica
Abitanti censiti